# Bildtafel der Strassensignale in der Schweiz und in Liechtenstein von 1980 bis 2023
Die Bildtafel der Strassensignale in der Schweiz und in Liechtenstein von 1980 bis 2021 zeigt die Signale, wie sie in der Schweiz in der Verordnung über die Strassensignalisation vom 5. September 1979 (SSV) und in Liechtenstein in der Strassensignalisationsverordnung vom 27. Dezember 1979 (SSV) festgelegt worden sind.
Dieser Signalisationskatalog löste in der Schweiz auf den 1. Januar 1980 den alten Katalog vom 31. Mai 1963 ab.
Der Katalog vom Stand 1980 ist – mit Änderungen – bis heute gültig. Der aktuell gültige Katalog, in der alle Änderungen bis 2023 berücksichtigt worden sind, kann unter Bildtafel der Strassensignale in der Schweiz und in Liechtenstein seit 2023 eingesehen werden.

## Gliederung
Die untenstehende Gliederung orientiert sich an die Gliederung im Signalisationskatalog im Anhang 2 der SSV, wie es am 1. Januar 1980 gültig war.
| Kategorie                             | Form            | Nr.       | Art                                                                                                 | Farbe                     | Farbe           | Farbe               | Beispiel(e) |
| Kategorie                             | Form            | Nr.       | Art                                                                                                 | Rahmen                    | Hintergrund     | Inhalt              | Beispiel(e) |
| ------------------------------------- | --------------- | --------- | --------------------------------------------------------------------------------------------------- | ------------------------- | --------------- | ------------------- | ----------- |
| 1. Gefahrensignale                    | dreieckig       | 1.01–1.18 | a) Gefährliche Strassenanlage                                                                       | rot                       | weiss           | schwarz             |             |
| 1. Gefahrensignale                    | dreieckig       | 1.22–1.30 | b) Übrige Gefahren                                                                                  | rot                       | weiss           | schwarz             |             |
| 2. Vorschriftssignale                 | rund            | 2.01–2.20 | a) Fahrverbote, Mass- und Gewichtsbeschränkungen                                                    | rot                       | weiss           | schwarz             |             |
| 2. Vorschriftssignale                 | unterschiedlich | 2.30–2.58 | b) Fahranordnungen, Parkierungsbeschränkungen                                                       | unterschiedlich           | unterschiedlich | unterschiedlich     |             |
| 2. Vorschriftssignale                 | unterschiedlich | 2.60–2.65 | c) Besondere Wege, Busfahrbahn, Lichtsignal-System für die zeitweilige Regulierung von Fahrstreifen | unterschiedlich           | unterschiedlich | unterschiedlich     |             |
| 3. Vortrittssignale                   | unterschiedlich | 3.01–3.25 | –                                                                                                   | unterschiedlich           | unterschiedlich | unterschiedlich     |             |
| 4. Hinweissignale                     | rechteckig      | 4.01–4.23 | a) Verhaltenshinweise                                                                               | weiss (dünn)              | grün oder blau  | weiss oder schwarz  |             |
| 4. Hinweissignale                     | unterschiedlich | 4.27–4.57 | b) Wegweisung auf Haupt- und Nebenstrassen                                                          | weiss (dünn)              | unterschiedlich | weiss oder schwarz  |             |
| 4. Hinweissignale                     | unterschiedlich | 4.60–4.71 | c) Wegweisung auf Autobahnen und Autostrassen                                                       | weiss oder schwarz (dünn) | unterschiedlich | weiss oder schwarz  |             |
| 4. Hinweissignale                     | rechteckig      | 4.75–4.91 | d) Informationshinweise                                                                             | unterschiedlich           | unterschiedlich | unterschiedlich     |             |
| 5. Ergänzende Angaben zu Signalen     | rechteckig      | 5.01–5.16 | –                                                                                                   | schwarz (dünn)            | weiss           | schwarz             |             |
| 6. Markierungen und Leiteinrichtungen | –               | 6.01–6.31 | –                                                                                                   | –                         | –               | weiss gelb blau rot |             |

## Design
Die Grösse der Signale und Markierungen wird im Anhang 1 der SSV definiert. Übere weitere Details (Farbe, Schrift, zulässige Variationen, Aufstellung usw.) regeln entsprechende technische Normen.
Bis 2003 wurde die SNV-Schriftart als Standardschrift benutzt, seither wird ASTRA-Frutiger verwendet.

## Signalisationskatalog, Stand 1980
Die Schweiz und Liechtenstein besitzen mit einigen Ausnahmen dieselbe Strassensignalisation. Ausnahmen sind als solche gekennzeichnet.

### 1.xx Gefahrensignale

Gefahrensignale
1.01 Rechtskurve
1.02 Linkskurve
1.03 Doppelkurve nach rechts beginnend
1.04 Doppelkurve nach links beginnend
1.05 Schleudergefahr
1.06 Unebene Fahrbahn
1.07 Engpass
1.08 Verengung rechts
1.09 Verengung links
1.10 Gefährliches Gefälle
1.11 Starke Steigung
1.12 Rollsplitt
1.13 Steinschlag
1.14 Baustelle
1.15 Schranken
1.16 Bahnübergang ohne Schranken
1.17 Distanzbaken
1.18 Strassenbahn (nur Schweiz)
1.22 Fussgängerstreifen
1.23 Kinder
1.24 Wildwechsel
1.25 Tiere
1.26 Gegenverkehr
1.27 Lichtsignale
1.28 Flugzeuge
1.29 Seitenwind
1.30 Andere Gefahren

### 2.xx Vorschriftssignale

Vorschriftssignale
2.01 Allgemeines Fahrverbot in beiden Richtungen
2.02 Einfahrt verboten
2.03 Verbot für Motorwagen
2.04 Verbot für Motorräder
2.05 Verbot für Fahrräder und Motorfahrräder
2.06 Verbot für Motorfahrräder
2.07 Verbot für Lastwagen
2.08 Verbot für Gesellschaftswagen
2.09 Verbot für Anhänger
2.10 Verbot für Fahrzeuge mit gefährlicher Ladung
2.11 Verbot für Fahrzeuge mit wassergefährdender Ladung
2.12 Verbot für Tiere
2.13 Verbot für Motorwagen und Motorräder
2.14 Verbot für Motorwagen, Motorräder und Motorfahrräder
2.15 Verbot für Fussgänger
2.16 Höchstgewicht
2.17 Achsdruck
2.18 Höchstbreite
2.19 Höchsthöhe
2.20 Höchstlänge
2.30 Höchstgeschwindigkeit
2.31 Mindest- geschwindigkeit
2.32 Fahrtrichtung rechts
2.33 Fahrtrichtung links
2.34 Hindernis rechts umfahren
2.35 Hindernis links umfahren
2.36 Geradeausfahren
2.37 Rechtsabbiegen
2.38 Linksabbiegen
2.39 Rechts- oder Linksabbiegen
2.40 Geradeaus oder Rechtsabbiegen
2.41 Geradeaus oder Linksabbiegen
2.42 Abbiegen nach rechts verboten
2.43 Abbiegen nach links verboten
2.44 Überholen verboten
2.45 Überholen für Lastwagen verboten
2.46 Wenden verboten
2.47 Mindestabstand
2.48 Schneeketten obligatorisch
2.49 Halten verboten
2.50 Parkieren verboten
2.51 Zollhaltestelle
2.52 Polizei
2.53 Ende der Höchstgeschwindigkeit
2.54 Ende der Mindestgeschwindigkeit
2.55 Ende des Überholverbotes (Beispiel)
2.56 Ende des Überholverbotes für Lastwagen
2.57 Ende des Schneeketten-Obligatoriums
2.58 Freie Fahrt
2.60 Radweg
2.61 Fussweg
2.62 Reitweg
2.63 Rad- und Fussweg (Beispiel)
2.64 Busfahrbahn
2.65 Lichtsignal-System für die zeitweilige Sperrung von Fahrstreifen

### 3.xx Vortrittssignale

Vortrittssignale
3.01 Stop
3.011 Stop-Signal nach bisherigem Recht
3.02 Kein Vortritt
3.03 Hauptstrasse
3.04 Ende der Hauptstrasse
3.05 Verzweigung mit Strasse ohne Vortritt
3.06 Verzweigung mit Rechtsvortritt
3.07 Einfahrt von rechts, nur Schweiz
3.08 Einfahrt von links, nur Schweiz
3.09 Dem Gegenverkehr Vortritt lassen
3.10 Vortritt vor dem Gegenverkehr
3.11 Wohnstrasse
3.12 Ende der Wohnstrasse
3.20 Wechselblinklicht
3.21 Einfaches Blinklicht
3.22 Einfaches Andreaskreuz
3.23 Doppeltes Andreaskreuz
3.24 Einfaches Andreaskreuz
3.25 Doppeltes Andreaskreuz

### 4.xx Hinweissignale
Liechtenstein enthält die Bildtafeln für 4.58 bis 4.73 (Autobahnen und Autostrassen) nicht, da Liechtenstein keine eigenen Autobahnen und Autostrassen unterhält. Die in diesen Hinweissignalen zu Illustrationszwecken angegebenen Ortsangaben entstammen der Schweizer Signalisationsverordnung. Die Liechtensteinische Strassensignalisationsverordnung nutzt für Nahziele  liechtensteinische, für Fernziele dagegen grenznahe österreichische und Schweizer Ortschaften.

Hinweissignale
4.01 Autobahn
4.02 Ende der Autobahn, nur Schweiz
4.03 Autostrasse
4.04 Ende der Autostrasse, nur Schweiz
4.05 Bergpoststrasse
4.06 Ende der Bergpoststrasse
4.07 Tunnel
4.08 Einbahnstrasse
4.09 Sackgasse
4.10 Wasserschutzgebiet
4.11 Standort eines Fussgängerstreifens
4.12 Fussgänger-Unterführung
4.13 Fussgänger-Überführung
4.14 Spital
4.15 Ausstellplatz
4.16 Abstellplatz für Pannenfahrzeuge, nur Schweiz
4.17 Parkieren gestattet
4.18 Parkieren mit Parkscheibe
4.19 Ende des Parkierens mit Parkscheibe
4.20 Parkieren gegen Gebühr
4.21 Parkhaus
4.22 Entfernung und Richtung eines Parkplatzes
4.23 Voranzeige für Umleitung des Schwerverkehrs
4.27 Ortsbeginn auf Hauptstrassen, Schweiz
4.27 Ortsbeginn auf Hauptstrassen, Liechtenstein
4.28 Ortsende auf Hauptstrassen, Schweiz
4.28 Ortsende auf Hauptstrassen, Liechtenstein
4.29 Ortsbeginn auf Nebenstrassen, Schweiz
4.29 Ortsbeginn auf Nebenstrassen, Liechtenstein
4.30 Ortsende auf Nebenstrassen, Schweiz
4.30 Ortsende auf Nebenstrassen, Liechtenstein
4.31 Wegweiser zu Autobahnen oder Autostrassen
4.32 Wegweiser für Hauptstrassen
4.33 Wegweiser für Nebenstrassen
4.34 Wegweiser bei Umleitungen
4.35 Wegweiser in Tabellenform
4.36 Vorwegweiser auf Hauptstrassen
4.37 Vorwegweiser auf Nebenstrassen
4.38 Vorwegweiser mit Fahrstreifenaufteilung auf Hauptstrassen
4.39 Vorwegweiser mit Fahrstreifenaufteilung auf Nebenstrassen
4.40 Vorwegweiser mit Anzeige von Beschränkungen
4.41 Einspurtafel über Fahrstreifen auf Hauptstrassen
4.42 Einspurtafel über Fahrstreifen auf Nebenstrassen
4.43 Einspurtafel
4.45 Wegweiser «Schwerverkehr»
4.46 Wegweiser «Parkplatz»
4.47 Wegweiser «Zeltplatz»
4.48 Wegweiser «Wohnwagenplatz»
4.49 Betriebswegweiser
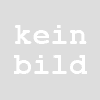
4.50 Wegweiser für Fahrrad-Rundstrecken
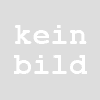
4.51 Bestätigungstafel
4.52 Verkehrsführung
4.53 Vorwegweiser für Umleitungen
4.54 Umleitungstafel
4.55 Abzweigende Strasse mit Gefahrenstelle oder Verkehrsbeschränkung
4.56 Nummerntafeln für Europastrassen
4.57 Nummerntafel für Hauptstrassen
4.60 Ankündigung des nächsten Anschlusses, nur Schweiz
4.61 Vorwegweiser bei Anschlüssen
4.62 Wegweiser bei Anschlüssen
4.63 Ausfahrtstafel
4.64 Trennungstafel
4.65 Entfernungstafel
4.66 Verzweigungstafel
4.67 Erster Vorwegweiser bei Verzweigungen
4.68 Zweiter Vorwegweiser bei Verzweigungen
4.69 Einspurtafel über Fahrstreifen auf Autobahnen und Autostrassen
4.70 Hinweis auf Notruf säulen
4.71 Hinweis auf Polizeistützpunkte
4.75 Strassenzustand
4.76 Vororientierung über den Strassenzustand
4.77 Anzeige der Fahrstreifen
4.77.1 Anzeige von Fahrstreifen mit Beschränkungen
4.78 Empfohlene Route für Rad- und Motorfahrrad-Fahrer
4.79 Zeltplatz
4.80 Wohnwagenplatz
4.81 Telefon
4.82 Erste Hilfe
4.83 Pannenhilfe
4.84 Tankstelle
4.85 Hotel-Motel
4.86 Restaurant
4.87 Erfrischungen
4.88 Informationsstelle
4.89 Jugendherberge
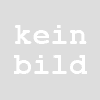
4.90 Radio-Verkehrs- information
4.91 Gottesdienst

### 5.xx Ergänzende Angaben zu Signalen

Ergänzende Angaben zu Signalen
5.01 Distanztafel
5.02 Anzeige von Entfernung und Richtung
5.03 Streckenlänge
5.04 Wiederholungstafel
5.05 Anfangstafel
5.06 Endetafel
5.07 Richtungstafel
5.08 Schwere Motorwagen
5.09 Richtung der Hauptstrasse
5.10 Ausnahmen vom Halteverbot
5.11 Ausnahmen vom Parkierungsverbot
5.12 Blinklicht (nur Schweiz)
5.13 Vereiste Fahrbahn
5.14 Gehbehinderte
5.15 Fahrbahnbreite
5.16 Schiesslärm (nur Schweiz)
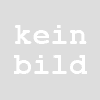
5.16 Lichtsignal bei Bahnübergang (nur Liechtenstein)

### 6.xx Markierungen

Markierungen
6.01 Sicherheitslinie
6.02 Doppelte Sicherheitslinie & 6.03 Leitlinie
6.04 Doppellinie
6.05 Vorwarnlinie
6.06 Einspurpfeile
6.07 Abweispfeile
6.08 Bus-Streifen
6.09 Radstreifen
6.10 Haltelinie & 6.12 Ununterbrochene Längslinie & 6.11 Stop
6.13 Wartelinie & 6.12 Ununterbrochene Längslinie & 6.14 Vorankündigung der Wartelinie
6.15 Randlinie & 6.16 Führungslinie
6.16.1 Führungslinie im Anschluss an Wartelinie
6.16.2 Führungslinie bei Richtungsänderung der Hauptstrasse
6.16.3 Führungslinie bei Richtungsänderung der Hauptstrasse
6.17 Fussgängerstreifen & 6.18 Halteverbotslinie
6.19 Längsstreifen für Fussgänger
6.20 Sperrflächen
6.21 Zickzacklinie
6.22 Parkverbotslinie
6.23 Parkverbotsfeld
6.24 Parkverbotskreuze
6.25 Halteverbotslinie
6.30 Leitpfosten rechts
6.31 Leitpfosten links

## Signale, die 1980 neu hinzukamen oder entfielen
Mit der Einführung der neuen Signalisationsverordnung 1979, die auf 1980 gültig wurde, gab es im Vergleich zur alten Verordnung von 1963 (letzte Revision 1975) folgende Änderungen:

### Neu eingeführte Signale
Die Nummerierung basiert auf die SSV von 1979.

Auf den 1. Januar 1980 neu eingeführte Signale
1.12 Rollsplit
1.13 Steinschlag
1.24 Wildwechsel
2.10 Verbot für Fahrzeuge mit gefährlicher Ladung
2.11 Verbot für Fahrzeuge mit wassergefährdender Ladung
2.14 Verbot für Motorwagen, Motorräder und Motorfahrräder
2.15 Verbot für Fussgänger
2.20 Höchstlänge
2.31 Mindestgeschwindigkeit
2.36 Geradeausfahren
2.39 Rechts- oder Linksabbiegen
2.40 Geradeaus oder Rechtsabbiegen
2.41 Geradeaus oder Linksabbiegen
2.47 Mindestabstand
2.54 Ende der Mindestgeschwindigkeit
2.57 Ende des Schneeketten-Obligatoriums
2.63 Rad- und Fussweg (Beispiel)
3.01 Stop
3.11 Wohnstrasse
3.12 Ende der Wohnstrasse
4.07 Tunnel
4.10 Wasserschutzgebiet
4.16 Abstellplatz für Pannenfahrzeuge
4.31 Wegweiser zu Autobahnen oder Autostrassen
4.34 Wegweiser bei Umleitungen
4.37 Vorwegweiser auf Nebenstrassen
4.38 Vorwegweiser mit Fahrstreifenaufteilung auf Hauptstrassen
4.39 Vorwegweiser mit Fahrstreifenaufteilung auf Nebenstrassen
4.48 Wegweiser «Wohnwagenplatz»
4.49 Betriebswegweiser
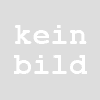
4.50 Wegweiser für Fahrrad-Rundstrecken
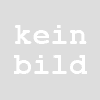
4.51 Bestätigungstafel
4.52 Verkehrsführung
4.77 Anzeige der Fahrstreifen
4.77.1 Anzeige von Fahrstreifen mit Beschränkungen
4.78 Empfohlene Route für Rad- und Motorfahrrad-Fahrer
4.80 Wohnwagenplatz
4.87 Erfrischungen
4.88 Informationsstelle
4.89 Jugendherberge
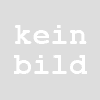
4.90 Radio-Verkehrs- information
4.91 Gottesdienst
6.13 Wartelinie & 6.12 Ununterbrochene Längslinie & 6.14 Vorankündigung der Wartelinie
6.16.1 Führungslinie im Anschluss an Wartelinie
6.16.2 Führungslinie bei Richtungsänderung der Hauptstrasse
6.16.3 Führungslinie bei Richtungsänderung der Hauptstrasse
6.20 Sperrflächen
6.25 Halteverbotslinie

### Aufgehobene Signale
Die Nummerierung basiert auf die Verordnung über die Strassensignalisation von 1963.

Auf den 1. Januar 1980 aufgehobene Signale
112 Tunnel
236b Busfahrbahn (1)
236b Busfahrbahn (2)
309 Einmündung ohne Vortritt
317 Kriechspur
322 Halteverbot mit Ausnahmen
419 Farbmarken auf dem Randstein (Halteverbot)
419 Farbmarken auf dem Randstein (Parkverbot)
419 Farbmarken auf dem Randstein (Parkieren erlaubt)
420 Streifringe (Halteverbot)
420 Streifringe (Parkverbot)
420 Streifringe (Parkieren erlaubt)

### Angepasste Signale
Nummerierung bei der alten Darstellung: SSV von 1963, Nummerierung bei der neuen Darstellung: SSV von 1979.

122 Fussgänger
1.22 Fussgängerstreifen
129 Andere Gefahren
1.30 Andere Gefahren
131 Einfaches Blinklicht (bisher)
3.21 Einfaches Blinklicht (neu) Vermutlich Anpassung an reale Begebenheiten
315 Sackgasse
4.09 Sackgasse
312 Fussgängerstreifen
4.11 Standort eines Fussgängerstreifens
311 Spital
4.14 Spital
316 Ausstellplatz
4.15 Ausstellplatz
337 Wegweiser in Tabellenform (alt)
4.35 Wegweiser in Tabellenform (neu)
336 Wegweiser für Nebenstrassen (alt)
4.33 Wegweiser für Nebenstrassen (neu) Anpassung des Ziels «Zürich» durch «Flims»
338 Vorwegweiser (alt)
4.36 Vorwegweiser auf Hauptstrassen (neu)
409 Randlinie, 410 Begrenzungslinie
6.15 Randlinie & 6.16 Führungslinie

### Umbezeichnete Signale
Nummerierung bei der alten Darstellung: SSV von 1963, Nummerierung bei der neuen Darstellung: SSV von 1979.

Auf den 1. Januar 1980 umbezeichnete Signale
209 Verbot für Fahrräder (alt)
2.05 Verbot für Fahrräder und Motorfahrräder (neu)
338 Vorwegweiser (alt)
4.36 Vorwegweiser auf Hauptstrassen (neu)
418 Parkverbot auf Trottoir
6.24 Parkverbotskreuze
421 Rückstrahler am Fahrbahnrand, rechts (alt)
6.30 Leitpfosten rechts (neu)
421 Rückstrahler am Fahrbahnrand, links (alt)
6.31 Leitpfosten links (neu)

## Nachträgliche Änderungen und Ergänzungen zu den Strassensignalen

### 1. Januar 1984 (AS 1983 1651)
Folgende Signale wurden auf den 1. Januar 1984 in der Schweizer Signalisationsverordnung im Rahmen der Verordnung über die Änderung von Erlassen des Strassenverkehrs (Tempo 50 innerorts) neu eingeführt:

#### Neu eingeführte Signale

Auf den 1. Januar 1984 neu eingeführte Signale
2.30.1 Höchstgeschwindigkeit 50 generell
2.53.1 Ende der Höchstgeschwindigkeit 50 generell

Im Rahmen der Geschwindigkeitsreduktion innerorts von 60 km/h auf 50 km/h wurde dieses Signal eingeführt. Allfällige bestehende 60-km/h-Signale mussten bis 30. Juni 1984 entfernt werden – es sei denn, die Verkehrssicherheit ist dadurch nicht gefährdet.

### 22. April 1986 (LGBl-Nr. 1986.040)
Folgende Signale wurden auf den 22. April 1986 in der Liechtensteiner Strassensignalisationsverordnung aufgehoben bzw. neu eingeführt:

#### Aufgehobene Signale

Auf den 22. April 1986 aufgehobene Signale
3.20 Wechselblinklicht
3.21 Einfaches Blinklicht

#### Neu eingeführte Signale

Auf den 22. April 1986 neu eingeführtes Signal
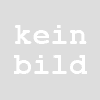
3.26 Lichtsignal bei Bahnübergang, nur Liechtenstein (österreichische Lichtzeichenanlage)

In der Schweiz sind die Signale 3.20 und 3.21 nach wie vor gültig. 3.26 entspricht der österreichischen Lichtzeichenanlage (die Bahnstrecke Feldkirch–Buchs wird von der ÖBB betrieben): «Das Lichtsignal besteht aus einer rechteckigen schwarzen Tafel mit weissem Rand und zwei übereinander angeordneten Lichtern (3.26).» (li-SSV Art. 86 Abs. 2)

### 1. Mai 1989 (AS 1989 438)
Folgende Signale wurden auf den 1. Mai 1989 in der Schweizer Signalisationsverordnung aufgehoben, neu eingeführt, umbezeichnet oder angepasst:

#### Aufgehobene Signale

Auf den 1. Mai 1989 aufgehobene Signale
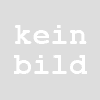
4.50 Wegweiser für Fahrrad-Rundstrecken
4.54 Umleitungstafel
4.78 Empfohlene Route für Rad- und Motorfahrrad-Fahrer
6.24 Parkverbotskreuze

#### Neu eingeführte Signale

Auf den 1. Mai 1989 neu eingeführte Signale
1.31 Stau
2.15.1 Skifahren verboten
2.15.2 Schlitteln verboten
2.41.1 Kreisverkehr
2.56.1 Ende eines Teilfahrverbotes (Beispiel)
2.59.1 Beginn der Zone mit Geschwindigkeitsbeschränkung (Beispiel)
2.59.2 Ende der Zone mit Geschwindigkeitsbeschränkung (Beispiel)
2.60.1 Ende des Radweges
2.63.1 Gemeinsamer Rad- und Fussweg (Beispiel)
4.08.1 Einbahnstrasse mit Gegenverkehr von Radfahrern (Beispiel)
4.24 Notfallspur (Beispiel)
4.34.1 Wegweiser für Umleitungen ohne Zielangabe
4.50.1 Wegweiser «Route für Fahrräder» (Beispiel)
4.50.2 Wegweiser «Fahrrad-Rundstrecke»
5.17 Übernächste Tankstelle

Die Signale «Beginn der Zone mit Geschwindigkeitsbeschränkung» illustrierten zu diesem Zeitpunkt eine 40-km/h-Zone. 2002 wurde das auf 30 km/h angepasst.

#### Umbezeichnetes Signal
Folgendes Signal wurden umbezeichnet:

Auf den 1. Mai 1989 umbezeichnetes Signal
2.63 Rad- und Fussweg (Beispiel)
2.63 Rad- und Fussweg mit getrennten Verkehrsflächen (Beispiel)

#### Angepasstes Signal
Folgendes Signal wurde angepasst:

Auf den 1. Mai 1989 angepasstes Signal
4.70 Hinweis auf Notruf- säulen (alt, weiss)
4.70 Hinweis auf Notruf- säulen (neu, orange)
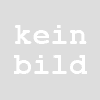
4.90 Radio-Verkehrs- information (alt)
4.90 Radio-Verkehrs- information (neu)

### 15. März 1992 (AS 1992 514)
Folgende Signale wurden auf den 15. März 1992 in der Verordnung über die Strassensignalisation (Signalisationsverordnung [SSV]) neu eingeführt:

Auf den 15. März 1992 neu eingeführte Signale
4.50.3 Wegweiser «Route für Mountainbikes»
4.51.1 Wegweiser ohne Zielangabe

### 1. April 1994 (AS 1994 816)
Folgendes Signal wurde im Rahmen der Änderung der Verkehrsregelnverordnung (VRV) vom 7. März 1994 in der Schweizer Signalisationsverordnung umbezeichnet:

Auf den 1. April 1994 umbezeichnetes Signal
Kreisverkehr (alt)
Kreisverkehrsplatz (neu)

### 1. April 1994 (AS 1994 1103)
Folgende Signale wurden auf den 1. April 1994 in der Schweizer Signalisationsverordnung neu eingeführt (anzunehmen ist, dass Liechtenstein auch auf dieses Datum hin ihre SSV ebenfalls anpasste):

Auf den 1. April 1994 neu eingeführte Signale
2.59.3 Fussgängerzone
2.59.4 Ende der Fussgängerzone
4.25 Parkplatz mit Anschluss an öffentliches Verkehrsmittel
4.46.1 Wegweiser «Parkplatz mit Anschluss an öffentliches Verkehrsmittel»
4.54 Vorwegweiser bei Kreisverkehrsplatz (Beispiel)
4.58 Nummerntafel für Autobahnen und Autostrassen
6.26 Ausgeweiteter Radstreifen

### 1. Oktober 1995 (AS 1995 4420)
Folgende Signale wurden im Rahmen der neuen Verordnung über die technischen Anforderungen an Strassenfahrzeuge vom 19. Juni 1995 (VTS) auf den 1. Oktober 1995 in der Schweizer Signalisationsverordnung aufgehoben, neu eingeführt oder umbezeichnet (anzunehmen ist, dass Liechtenstein auch auf dieses Datum hin ihre SSV ebenfalls anpasste):

#### Aufgehobene Signale

Auf den 1. Oktober 1995 aufgehobene Signale
2.10 Verbot für Fahrzeuge mit gefährlicher Ladung
3.011 Stop-Signal nach bisherigem Recht

Bestehende Signale müssen bis 31. Dezember 1998 ersetzt werden.
Das «Stop-Signal nach bisherigem Recht» war gemäss Art. 117 Abs. 1 SSV in der Fassung von 1979 nur bis zum 1. Januar 1985 übergangsweise gültig. Bis dahin waren alle vorhandenen Signale durch 3.01 «Stop» zu ersetzen. In der SSV blieb es aber bis 1995, mit dem Hinweis, dass bestehende Signale bis 31. Dezember 1998 ersetzt werden müssten.

#### Neu eingeführte Signale

Auf den 1. Oktober 1995 neu eingeführte Signale
2.09.1 Verbot für Anhänger mit Ausnahme von Sattel- und Einachsanhänger
2.10.1 Verbot für Fahrzeuge mit gefährlicher Ladung

### 1. Juni 1998 (AS 1998 1440)
Folgende Signale wurden auf den 1. Juni 1998 in der Schweizer Signalisationsverordnung aufgehoben, neu eingeführt oder umbezeichnet (anzunehmen ist, dass Liechtenstein auch auf dieses Datum hin ihre SSV ebenfalls anpasste):

#### Aufgehobene Signale

Auf den 1. Juni 1998 aufgehobene Signale
5.08 Schwere Motorwagen

#### Neu eingeführte Signale

Auf den 1. Juni 1998 neu eingeführte Signale
5.20 Leichte Motorwagen
5.21 Schwere Motorwagen
5.22 Lastwagen
5.23 Lastwagen mit Anhänger
5.24 Sattelmotorfahrzeug
5.25 Gesellschaftswagen
5.26 Anhänger
5.27 Wohnanhänger
5.28 Wohnmotorwagen
5.29 Motorrad
5.30 Motorfahrrad
5.31 Fahrrad
5.32 Mountain-Bike
5.33 Fahrrad schieben
5.34 Fussgänger
5.35 Strassenbahn
5.36 Traktor
5.37 Panzer
5.38 Pistenfahrzeug
5.39 Langlauf
5.40 Skifahren
5.41 Schlitteln
5.50 Flugzeug/Flugplatz
5.51 Autoverlad auf Eisenbahn, nur Schweiz
5.52 Autoverlad auf Fähre, nur Schweiz
5.53 Industrie und Gewerbegebiet
5.54 Zollabfertigung mit Sichtdeklaration

#### Umbezeichnete Signale

Auf den 1. Juni 1998 umbezeichnete Signale
4.23 Voranzeige für Umleitung des Schwerverkehrs (alt)
4.23 Vorwegweiser für bestimmte Fahrzeugarten (Beispiel Lastwagen) (neu)
4.45 Wegweiser «Schwerverkehr» (alt)
4.45 Wegweiser für bestimmte Fahrzeugarten (Beispiel Lastwagen) (neu)

### 1. Januar 2002 (AS 2001 2719)
Folgende Signale wurden auf den 1. Januar 2002 in der Schweizer Signalisationsverordnung aufgehoben, neu eingeführt oder angepasst (anzunehmen ist, dass Liechtenstein auch auf dieses Datum hin ihre SSV ebenfalls anpasste):

#### Aufgehobene Signale

Auf den 1. Januar 2002 aufgehobene Signale
3.11 Wohnstrasse
3.12 Ende der Wohnstrasse

Die Signale 2.59.5 «Begegnungszone» und 2.59.6 «Ende der Begegnungszone» übernahmen deren Funktion. Zur Geschichte dieser Anpassung siehe Begegnungszone#Entwicklung in der Schweiz.

#### Neu eingeführte Signale

Auf den 1. Januar 2002 neu eingeführte Signale
2.59.5 Begegnungszone
2.59.6 Ende der Begegnungszone
4.59 Nummerntafel für Anschlüsse, nur Schweiz
4.59.1 Nummerntafel für Verzweigungen, nur Schweiz

#### Angepasste Signale
Das Signal 2.59.1 galt bis zur Novelle einzig für Zonen mit Geschwindigkeitsbeschränkungen. Illustriert wurde eine 40-km/h-Zone. Seither gilt 2.59.1 als allgemeines Zonensignal, es kann also auch für andere Zonen als Geschwindigkeitszonen verwendet werden. Nebenbei wurde bei der Illustration der Geschwindigkeitszone die Geschwindigkeit auf 30 km/h angepasst, in Anlehnung an die Tempo-30-Zonen, die immer häufiger wurden.

Auf den 1. Januar 2002 angepasste Signale
2.59.1 Beginn der Zone mit Geschwindigkeits- beschränkung (Beispiel) (alt)
2.59.1 Zonensignal (Variation) (neu)
2.59.1 Zonensignal (Variation) (neu)
2.59.1 Zonensignal (Variation) (neu)
2.59.2 Ende der Zone mit Geschwindigkeits- beschränkung (Beispiel) (alt)
2.59.2 Ende-Zonensignal (Variation) (neu)
2.59.2 Ende-Zonensignal (Variation) (neu)
2.59.2 Ende-Zonensignal (Variation) (neu)

### 1. August 2002 (AS 2002 1935)
Folgendes Signal wurde auf den 1. August 2002 in der Schweizer Signalisationsverordnung neu eingeführt:

Auf den 1. August 2002 neu eingeführtes Signal
2.15.3 Verbot für fahrzeugähnliche Geräte

### 23. September 2002 (AS 2002 3174)
Folgendes Signal wurde auf den 23. September 2002 in der Schweizer Signalisationsverordnung neu eingeführt:

Auf den 23. September 2002 neu eingeführtes Signal
5.55 S-Verkehr (nur Schweiz)

Der entsprechende Absatz (Art. 65 Abs. 10 SSV) lautet: «Eine dem Signal ‹Verbot für Lastwagen› (2.07) beigefügte Zusatztafel mit dem Wort ‹ausgenommen› und dem Symbol ‹S-Verkehr› (5.55) zeigt an, dass Fahrzeuge und Fahrzeugkombinationen, die vorne und hinten mit dem entsprechenden Zeichen nach Anhang 4 VTS2 versehen sind, von der signalisierten Beschränkung ausgenommen sind.»

### 14. Dezember 2003 (AS 2003 4289)
Folgende Signale wurde auf den 14. Dezember 2003 in der Schweizer Signalisationsverordnung umbezeichnet:

Auf den 14. Dezember 2003 umbezeichnete Signale
3.01 Stop
3.20 Wechselblinklicht (bisher)
3.21 Einfaches Blinklicht (bisher)
3.20 Wechsel-blinklichtsignal (neu)
3.21 einfaches Blinklichtsignal (neu)

### 1. März 2006 (AS 2005 4495) / 15. Juli 2006 (2006.145)
Folgende Signale wurden auf den 1. März 2006 in der Schweizer Signalisationsverordnung bzw. am 15. Juli 2006 in der Liechtensteiner Strassensignalisationsverordnung aufgehoben, neu eingeführt oder angepasst:

#### Aufgehobene Signale

Auf den 1. März bzw. 15. Juli 2006 aufgehobene Signale
4.43 Einspurtafel
4.50.2 Wegweiser «Fahrrad-Rundstrecke»
4.51 Bestätigungstafel

Die Einspurtafel ist per 2017 noch vereinzelt anzutreffen.

#### Neu eingeführte Signale

Auf den 1. März bzw. 15. Juli 2006 neu eingeführte Signale
1.32 Radfahrer
4.50.4 Wegweiser «Route für fahrzeugähnliche Geräte»
4.50.5 Wegweiser in Tabellenform für einen einzigen Adressatenkreis
4.50.6 Wegweiser in Tabellenform für mehrere Adressatenkreise
4.51.2 Vorwegweiser ohne Zielangabe
4.51.3 Bestätigungstafel
4.51.4 Endetafel
4.72 Kilometertafel
4.73 Hektometertafel
4.94 Richtung und Entfernung zum Nächsten Notausgang
4.95 Notausgang
5.56 Spital mit Notfallstation
5.57 Notfalltelefon
5.58 Feuerlöscher

#### Angepasste Signale

Auf den 1. März bzw. 15. Juli 2006 angepasstes Signal
5.36 Traktor (alt)
5.36 Traktor (neu)
4.51.1 Wegweiser ohne Zielangabe (alt)
4.51.1 Wegweiser ohne Zielangabe (neu)

Das alte Traktoren-Symbol symbolisierte einen Traktor ohne Fahrerdach (Silhouette eines Bührer-Traktors), was ersetzt wurde.

### 1. Januar 2010 (AS 2009 4241) / 1. Oktober 2012 (LGBl-Nr. 2012.260)
Folgendes Signal wurden auf den 1. Januar 2010 in der Schweizer Signalisationsverordnung bzw. am 1. Oktober 2012 in die Liechtensteiner Strassensignalisationsverordnung neu eingeführt:

Auf den 1. Januar 2010 bzw. 1. Oktober 2012 neu eingeführtes Signal
2.41.2 Vorgeschriebene Fahrtrichtung für Fahrzeuge mit gefährlicher Ladung

### 1. Januar 2016 (AS 2015 2459 / LGBl-Nr. 2015.336)
Folgende Signale wurden auf den 1. Januar 2016 sowohl in der Schweizer Signalisationsverordnung als auch in der Liechtensteiner Strassensignalisationsverordnung aufgehoben, neu eingeführt oder angepasst:

#### Aufgehobene Signale

Auf den 1. Januar 2016 aufgehobene Signale
1.17 Distanzbaken
1.28 Flugzeuge
1.29 Seitenwind
3.07 Einfahrt von rechts, nur Schweiz
3.08 Einfahrt von links, nur Schweiz
3.23 Doppeltes Andreaskreuz
3.25 Doppeltes Andreaskreuz
4.19 Ende des Parkierens mit Parkscheibe

Der Bund wollte Signale, die keinen Mehrwert boten, aufheben. Das Bundesamt für Strassen begründete die Aufhebungen wie folgt:
- «Distanzbalken» vor Bahnübergängen sind unnötig, die übrigen Gefahrensignale, die zur Warnung vor Bahnübergängen dienen, seien ausreichend.
- Das Signal «Flugzeuge» ist unnötig, wo mit tieffliegenden Flugzeugen gerechnet werden muss und unzureichend, wo mit rollenden Flugzeugen gerechnet werden muss.
- Im Vergleich zum Signal «Seitenwind» macht ein Windsack mehr Sinn, um Fahrer auf prekäre Windverhältnisse hinzuweisen.
- Es besteht kein Bedarf für die Signale «Einfahrt von rechts» und «Einfahrt von links». In den seltenen Fällen, wo eine entsprechende Kennzeichnung erforderlich erscheint, wird bereits heute in der Regel das Signal 4.77 «Anzeige der Fahrstreifen» verwendet.
- Ob ein Bahnübergang mit einem Gleis oder mehreren Gleisen ausgestattet ist, ist kaum relevant. Daher ist die Unterscheidung zwischen  «Doppeltes Andreaskreuz» (3.23, 3.25) und «Einfaches Andreaskreuz» (3.22, 3.24) unnötig. Neu gibt es nur noch das «Andreaskreuz» (3.22, 3.24).
- Ende des Parkieren mit Parkscheibe ist unnötig, in der Praxis werden solche Gebiete als Parkzone definiert (2.59.1 «Zonensignal», 2.59.2 «Ende-Zonensignal»).

Bestehende Signale sind bis zum 31. Dezember 2020 zu entfernen oder zu ersetzen.

#### Neu eingeführte Signale

Auf den 1. Januar 2016 neu eingeführte Signale
4.09.1 Sackgasse mit Ausnahmen
4.77.2 Freigabe des Pannenstreifens (nur Schweiz)

#### Umbezeichnete Signale

Auf den 1. Januar 2016 umbezeichnete Signale
2.65 Lichtsignal-System für die zeitweilige Sperrung von Fahrstreifen (alt)
2.65 Lichtsignal-System für die zeitweilige Regulierung von Fahrstreifen (neu)
3.22 Einfaches Andreaskreuz (alt)
3.22 Andreaskreuz (neu)
3.24 Einfaches Andreaskreuz (alt)
3.24 Andreaskreuz (neu)

### 1. April 2020 (nur Liechtenstein, LGBl.-Nr. 2020.111)

#### Umbezeichnete Signale
Die Signale 2.30.1 und 2.53.1 wurden leicht umformuliert, indem diese um «(Beispiel)» ergänzt wurden. 50 km/h sind nur beispielhaft: In Liechtenstein sind seither auch generelle Höchstgeschwindigkeiten von 30 km/h der 40 km/h vorgesehen (Art. 98 Abs. 5 Bst. d SSV).

Auf den 1. April 2020 umbezeichnete Signale
2.30.1 Höchstgeschwindigkeit 50 generell (alt)
2.30.1 Höchstgeschwindigkeit 50 generell (Beispiel) (neu)
2.53.1 Ende der Höchstgeschwindigkeit 50 generell (alt)
2.53.1 Ende der Höchstgeschwindigkeit 50 generell (Beispiel) (neu)

### 1. Januar 2021 (AS 2020 2145 / LGBl.-Nr. 2020.434)
Folgende Signale wurden auf den 1. Januar 2021 sowohl in der Schweizer Signalisationsverordnung als auch in der Liechtensteiner Strassensignalisationsverordnung aufgehoben, neu eingeführt oder angepasst:«ASTRA Frutiger» wird als Standardschriftart in die Verordnung aufgenommen (Art. 102 Abs. 5), bis dahin war das nur auf Normebene definiert gewesen.

#### Aufgehobenes Signal

Auf den 1. Januar 2021 aufgehobene Signale
4.22 Entfernung und Richtung eines Parkplatzes

Auf Grund der Tatsache, dass das Signal 4.17, das eine Neuformulierung in der SSV erfuhr, mit der Zusatztafel 5.02 «Anzeige von Entfernung und Richtung» kombiniert verwendet werden kann, ist das Signal 4.22 überflüssig und wird entfernt. 

#### Neu eingeführte Signale

Auf den 1. Januar 2021 neu eingeführte Signale
5.18 Rechtsabbiegen für Radfahrer gestattet
5.42 Ladestation

Radfahrern und Mofafahrern wird gestattet, an Ampeln bei Rot rechts abzubiegen, sofern das mit dem Signal 5.18 entsprechend signalisiert ist. Das neue Symbol «Ladestation» kennzeichnet Abstellflächen, die über eine Ladestation für Elektrofahrzeuge verfügen.

#### Umbezeichnete oder angepasste Signale

Auf den 1. Januar 2021 umbezeichnete oder angepasste Signale
4.25 Parkplatz mit Anschluss an öffentliches Verkehrsmittel (alt)
4.25 Parkplatz mit Anschluss an öffentliche Verkehrsmittel (Beispiel) (neu)
6.26 Ausgeweiteter Radstreifen (bisher)
6.26 Aufstellbereich für Radfahrer (Beispiel 1) (neu)
6.26 Aufstellbereich für Radfahrer (Beispiel 2) (neu)

- 4.25 wird um «(Beispiel)» ergänzt.
- Vor Lichtsignalen soll auch dann ein entsprechender Bereich für Radfahrer markiert werden, wenn kein Radstreifen vorhanden ist (6.26, Beispiel 2).

### 1. Januar 2023 (nur Schweiz, AS 2022 498)
Folgendes Signale wurden auf den 1. Januar 2023 in der Schweizer Signalisationsverordnung neu eingeführt (Liechtenstein zog per Stand Januar 2023 nicht nach):

#### Neu eingeführtes Signal

Auf den 1. Januar 2023 neu eingeführtes Signal
5.43 Mitfahrgemeinschaft (nur Schweiz)

Die neue Zusatztafel 5.43 kann den Signalen 2.01, 2.03, 2.64 mit dem Wort «ausgenommen» beigefügt werden. Beigefügt kann es auch den Parkier-Signalen (4.17, 4.18, 4.20), wodurch betreffende Parkflächen Mitfahrgemeinschaften vorbehalten ist.

## Verworfene Pläne

### 2011
2011 wurde eine «Totalrevision der Verkehrsregelnverordnung (VRV) und der Signalisationsverordnung (SSV)» in die Vernehmlassung geschickt. Dabei hätte die Verordnung über die behördliche Strassensignalisation die bestehende SSV ablösen sollen. Die Medienresonanz war dabei recht hoch, insbesondere auf Grund der Absicht, das Signal «2.30.1 Höchstgeschwindigkeit 50 generell» abschaffen zu wollen. Ortschaftstafeln hätten diese Funktion übernehmen sollen. Ziel war eine Angleichung dieser Regel an die der Nachbarländer. Die Vernehmlassung wurde abgeschlossen, eine Umsetzung folgte aber nicht.

### 2017
Per 2017 war die Eröffnung einer Vernehmlassung zur «Anpassung der Verkehrsregeln und Strassensignalisation sowie der technischen Anforderungen und Zulassungsprüfung bei Strassenfahrzeugen» auf Oktober 2017 geplant gewesen, das wurde aber nicht weiterverfolgt. Unter anderem hätten dabei gewisse Signale und Markierungen angepasst werden sollen und der Signalkatalog neu gestaltet werden.